# Харківське (електродепо)
50°24′43″ пн. ш. 30°41′29″ сх. д. / 50.41194° пн. ш. 30.69139° сх. д.
Електродепо «Харківське» (ТЧ-3) — електродепо Київського метрополітену, обслуговує Сирецько-Печерську лінію.

## Історія
Депо відкрито 23 серпня 2007 року. Площа земельної ділянки електродепо становить 9,5 га, загальна довжина деповських колій 9,5 км. Вартість будівництва першої (пускової) черги депо становить близько 390 млн. грн.
Виробничі потужності депо розраховані на виконання технічного обслуговування й поточних ремонтів 305 вагонів, у тому числі: 190 вагонів — відстій у депо, 115 вагонів — відстій на лінії та в ремонті.

### Лінії, які обслуговуються
| # | Лінія                    | Роки   |
| - | ------------------------ | ------ |
| 3 | Сирецько-Печерська лінія | З 2007 |

### Рухомий склад
- 81-717/714 — з 2007 року
- 81-7021/7022 — з 2009 року
- 81-540.2к — з 2010 року

В депо також знаходиться вагон-музей (тип Д), який був у складі пробного поїзда 22 жовтня 1960 року.

## Галерея

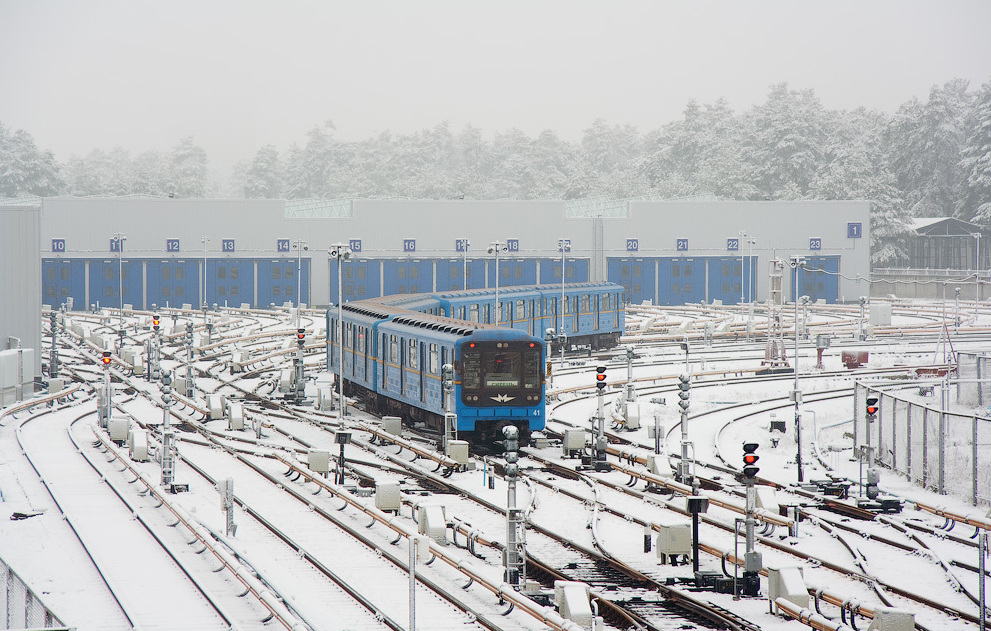
Номерний потяг у депо
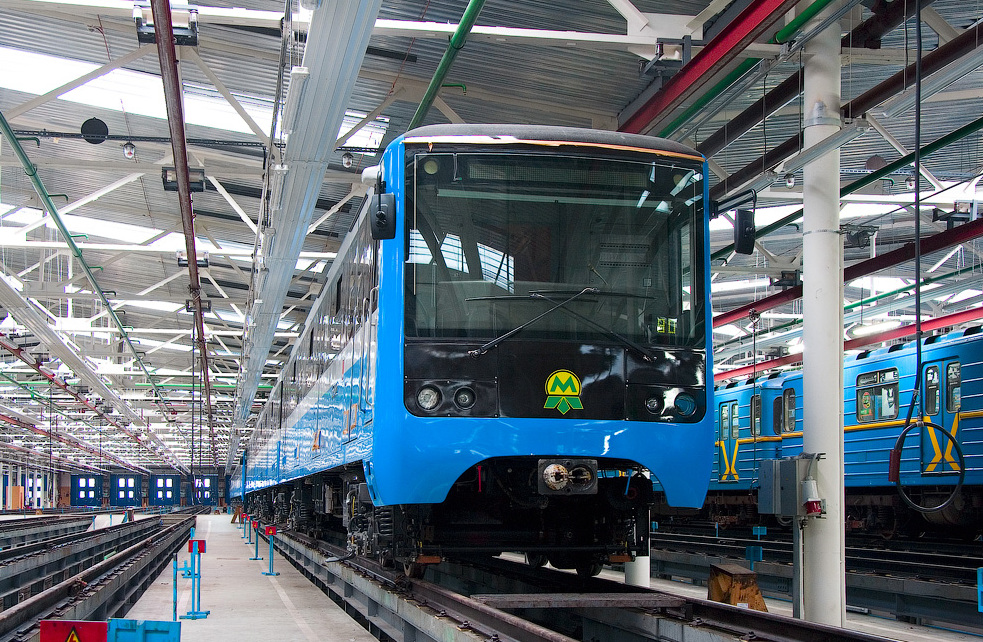
Крюківський потяг у депо